# Chersodromia mediterranea
Chersodromia mediterranea är en tvåvingeart som beskrevs av Chvala 1970. Chersodromia mediterranea ingår i släktet Chersodromia och familjen puckeldansflugor. Inga underarter finns listade i Catalogue of Life.